# Skiflug-Weltmeisterschaft 2016
Die Skiflug-Weltmeisterschaft 2016 fand vom 14. bis 17. Januar 2016 auf der Kulm-Skiflugschanze am Kulmkogel im österreichischen Bad Mitterndorf statt. Der Veranstaltungsort sowie der Zeitraum wurde am 6. Januar 2013 in Südkorea von der FIS bekannt gegeben. Die Skiflug-Weltmeisterschaft wurde zum fünften Mal nach 1973, 1986, 1996 und 2006 am Kulm ausgetragen. Titelverteidiger im Einzel war der Deutsche Severin Freund. Einen Titelverteidiger im Team gab es nicht, da der Teamwettbewerb der vorherigen Weltmeisterschaft ausgefallen ist.
Weltmeister im Einzel wurde der Slowene Peter Prevc, der damit nach seiner Bronzemedaille 2014 zum ersten Mal Skiflug-Weltmeister wurde. Zugleich gelang ihm mit 244 m der aktuelle Schanzenrekord (Stand: Dezember 2024). Zweiter wurde der Norweger Kenneth Gangnes vor dem Österreicher Stefan Kraft auf dem dritten Platz. Den Teamwettbewerb gewann das norwegische Team mit Anders Fannemel, Johann André Forfang, Daniel-André Tande und Kenneth Gangnes. Platz zwei und drei gingen an Deutschland und Österreich.
Überschattet wurde das Ereignis durch einen folgenschweren Sturz des Österreichers Lukas Müller während des Einfliegens der Vorspringer am Mittwoch vor der Veranstaltung. Er war bei seinem Flug bei etwa 120 Metern auf den Hang geprallt. Ursache für den Sturz war vermutlich eine Schnalle am Sprungschuh, die sich während des Fluges geöffnet hatte. Der 23-Jährige wurde noch am Mittwochabend in Graz operiert. Nach ersten Diagnosen erlitt er eine inkomplette Querschnittlähmung.

## Zeitplan
| Datum           | Uhrzeit                  | Ereignis                               |
| --------------- | ------------------------ | -------------------------------------- |
| Mi., 13. Januar |                          | Anreise der Teilnehmer                 |
| Mi., 13. Januar | 18:00                    | Mannschaftsführersitzung               |
| Do., 14. Januar | 10:30                    | Offizielles Training – zwei Durchgänge |
| Do., 14. Januar | 13:00                    | Qualifikation                          |
| Do., 14. Januar | Eröffnungszeremonie      |                                        |
| Fr., 15. Januar | 12:00                    | Probedurchgang                         |
| Fr., 15. Januar | 13:00                    | 1. Wertungsdurchgang Einzel            |
| Fr., 15. Januar | anschließend             | 2. Wertungsdurchgang Einzel            |
| Sa., 16. Januar | 13:00                    | Probedurchgang                         |
| Sa., 16. Januar | 14:00                    | 3. Wertungsdurchgang Einzel            |
| Sa., 16. Januar | anschließend             | Finaldurchgang Einzel                  |
| Sa., 16. Januar | anschließend             | Siegerehrung                           |
| Sa., 16. Januar | Mannschaftsführersitzung |                                        |
| So., 17. Januar | 13:00                    | Probedurchgang                         |
| So., 17. Januar | 14:15                    | 1. Wertungsdurchgang Team              |
| So., 17. Januar | anschließend             | Finaldurchgang Team                    |
| So., 17. Januar | anschließend             | Siegerehrung                           |
| So., 17. Januar | Schlusszeremonie         |                                        |

## Teilnehmer
Es nahmen 53 Athleten aus 16 Nationen teil. Davon nahmen acht Springer nur am Training teil. Diese Springer sind kursiv gekennzeichnet.
| - Deutschland (5) - Richard Freitag - Severin Freund (Titelverteidiger) - Stephan Leyhe - Andreas Wank - Andreas Wellinger - Finnland (4) - Lauri Asikainen - Sebastian Klinga - Ville Larinto - Harri Olli - Frankreich (2) - Vincent Descombes Sevoie - Ronan Lamy Chappuis - Italien (1) - Sebastian Colloredo - Japan (2) - Noriaki Kasai - Kento Sakuyama | - Kanada (1) - MacKenzie Boyd-Clowes - Kasachstan (2) - Marat Schaparow - Radik Schaparow - Norwegen (4/6) - Anders Fannemel - Johann André Forfang - Kenneth Gangnes - Joachim Hauer - Andreas Stjernen - Daniel-André Tande - Österreich (4/5) (Gastgeber) - Philipp Aschenwald - Manuel Fettner - Michael Hayböck - Stefan Kraft - Manuel Poppinger | - Polen (4/5) - Stefan Hula - Dawid Kubacki - Klemens Murańka - Kamil Stoch - Piotr Żyła - Russland (4/5) - Wladislaw Bojarinzew - Ilmir Chasetdinow - Jewgeni Klimow - Denis Kornilow - Michail Maximotschkin - Schweiz (2) - Simon Ammann - Gregor Deschwanden | - Slowenien (4/5) - Robert Kranjec - Anže Lanišek - Andraž Pograjc - Peter Prevc - Jurij Tepeš - Südkorea (1) - Choi Heung-chul - Tschechien (4/5) - Lukáš Hlava - Jakub Janda - Roman Koudelka - Jan Matura - Tomáš Vančura - Vereinigte Staaten (1/2) - Kevin Bickner - Michael Glasder |

## Ergebnisse

### Einzel

#### Training und Qualifikation
Das Training und die Qualifikation wurden am Donnerstag, den 14. Januar 2016 ausgetragen. Zum Training des Einzelwettbewerbs waren 53 Athleten aus 16 Nationen gemeldet. Es wurden zwei Trainingsdurchgänge durchgeführt. Für die Qualifikation wurde das Starterfeld auf 45 Sportler aus 16 Nationen reduziert, da jede Nation nur vier Startplätze hat. Ausnahme hierbei ist das Team aus Deutschland mit fünf Startplätzen. Neben den vier regulären Startplätzen hat Severin Freund als Titelverteidiger ein persönliches Startrecht. Die besten zehn Springer des laufenden Weltcups waren für den Einzelwettbewerb vorqualifiziert. Es qualifizierten sich zudem die besten 30 Athleten der Qualifikation. Dadurch ergab sich – zusammen mit den vorqualifizierten Springern – ein Starterfeld von 40 Sportlern für den ersten Durchgang.
Den weitesten Flug des Tages hatte der Slowene Peter Prevc mit 235,5 Metern im zweiten Trainingsdurchgang. Die Qualifikation gewann der Norweger Anders Fannemel mit einem Sprung auf 233,0 Meter und damit der größten Weite in der Qualifikation. Damit hatte er einen Vorsprung von 32,5 Punkten vor dem Zweitplatzierten Robert Kranjec aus Slowenien. Dritter war der Schweizer Simon Ammann.
| Rang | Name                     | Weite   | Punkte |
| ---- | ------------------------ | ------- | ------ |
| 01.  | Anders Fannemel          | 233,0 m | 205,9  |
| 02.  | Robert Kranjec           | 207,0 m | 173,4  |
| 03.  | Simon Ammann             | 205,0 m | 170,9  |
| 04.  | Jurij Tepeš              | 193,5 m | 170,3  |
| 05.  | Roman Koudelka           | 199,5 m | 169,9  |
| 06.  | Dawid Kubacki            | 202,0 m | 166,9  |
| 07.  | Manuel Poppinger         | 191,0 m | 163,8  |
| 08.  | Vincent Descombes Sevoie | 195,5 m | 162,0  |
| 09.  | Manuel Fettner           | 186,0 m | 161,9  |
| 10.  | Anže Lanišek             | 189,5 m | 160,8  |

#### Erster Durchgang
Der erste Durchgang wurde am Freitag, den 15. Januar 2016 ausgetragen. Vor dem Wertungssprung gab es noch einen Probedurchgang. Im Wettkampf starteten 40 Athleten aus 16 Nationen. Die besten 30 Athleten qualifizierten sich für die drei weiteren Durchgänge. Führender nach dem ersten Sprung war der Slowene Peter Prevc mit einem Flug auf 243,0 Meter. Dies war gleichzeitig der weiteste Flug des Tages. Hinter Prevc waren mit Kenneth Gangnes und Johann André Forfang zwei Norweger auf den Plätzen zwei und drei. Titelverteidiger Severin Freund war mit einem Flug auf 209,5 Meter nur Neunter mit einem Rückstand von 30,7 Punkten.
Noriaki Kasai gelang mit einer Weite von 240,5 m der erste Flug über 240 m in der Geschichte der Schanze.
| Rang | Name                 | Weite   | Punkte |
| ---- | -------------------- | ------- | ------ |
| 01.  | Peter Prevc          | 243,0 m | 220,0  |
| 02.  | Kenneth Gangnes      | 236,0 m | 218,5  |
| 03.  | Johann André Forfang | 230,0 m | 217,2  |
| 04.  | Stefan Kraft         | 226,5 m | 211,7  |
| 05.  | Noriaki Kasai        | 240,5 m | 210,0  |
| 06.  | Anders Fannemel      | 234,0 m | 204,8  |
| 07.  | Michael Hayböck      | 217,5 m | 192,0  |
| 08.  | Richard Freitag      | 211,5 m | 191,9  |
| 09.  | Severin Freund       | 209,5 m | 189,3  |
| 10.  | Daniel-André Tande   | 209,5 m | 187,5  |

#### Zweiter Durchgang
Der zweite Durchgang wurde im Anschluss an den ersten Durchgang durchgeführt. Es starteten die besten 30 Athleten des ersten Durchgangs. Darunter waren elf Nationen vertreten. Den besten Sprung im zweiten Durchgang hatte der Österreicher Stefan Kraft, der damit vom vierten auf den dritten Platz vorrückte. Mit 220,0 Metern hatte er den weitesten Flug des Durchgangs. Der nach dem ersten Sprung Führende Peter Prevc wurde von dem Zweitplatzierten Kenneth Gangnes überholt und lag nur noch auf dem zweiten Platz. Gangnes hatte aber nur 1,3 Punkte Vorsprung vor Prevc.
| Rang | Name                 | Weite   | Punkte |
| ---- | -------------------- | ------- | ------ |
| 01.  | Kenneth Gangnes      | 216,0 m | 419,4  |
| 02.  | Peter Prevc          | 213,5 m | 418,1  |
| 03.  | Stefan Kraft         | 220,0 m | 415,6  |
| 04.  | Johann André Forfang | 216,5 m | 415,0  |
| 05.  | Noriaki Kasai        | 215,0 m | 409,0  |
| 06.  | Anders Fannemel      | 214,5 m | 397,6  |
| 07.  | Severin Freund       | 203,0 m | 370,5  |
| 08.  | Robert Kranjec       | 213,5 m | 356,8  |
| 09.  | Anže Lanišek         | 207,0 m | 354,4  |
| 10.  | Jurij Tepeš          | 201,5 m | 350,3  |

#### Dritter Durchgang
Der dritte Durchgang wurde am Samstag, den 16. Januar 2016 ausgetragen. Vor dem Wertungssprung gab es erneut einen Probedurchgang. Das Starterfeld war das gleiche wie das aus dem zweiten Durchgang. Den Durchgang entschied Peter Prevc mit einem Flug auf 244,0 Meter für sich, der damit die Führung von Kenneth Gangnes zurückeroberte. Diese Weite war der weiteste Flug des Einzelwettbewerbs. Gangnes lag nun auf Platz zwei mit 3,3 Punkten Rückstand. Auf Platz drei lag weiterhin Stefan Kraft mit einem Rückstand von 10,9 Punkten auf Prevc. Auch Johann André Forfang konnte trotz eines Sturzes bei seinem Flug auf 240,0 Meter seinen vierten Gesamtrang behaupten.
| Rang | Name                 | Weite   | Punkte |
| ---- | -------------------- | ------- | ------ |
| 01.  | Peter Prevc          | 244,0 m | 640,1  |
| 02.  | Kenneth Gangnes      | 238,5 m | 636,8  |
| 03.  | Stefan Kraft         | 226,5 m | 629,2  |
| 04.  | Johann André Forfang | 240,0 m | 602,0  |
| 05.  | Noriaki Kasai        | 220,0 m | 600,4  |
| 06.  | Severin Freund       | 223,5 m | 565,3  |
| 07.  | Anders Fannemel      | 175,5 m | 543,9  |
| 08.  | Richard Freitag      | 231,0 m | 542,8  |
| 09.  | Jurij Tepeš          | 220,0 m | 535,5  |
| 10.  | Robert Kranjec       | 210,0 m | 534,9  |

Weitere Reihenfolge der Gesamtwertung nach drei Durchgängen
| Rang | Land        | Springer                 | Punkte |
| ---- | ----------- | ------------------------ | ------ |
| 11.  | Österreich  | Michael Hayböck          | 533,7  |
| 12.  | Slowenien   | Anže Lanišek             | 523,5  |
| 13.  | Frankreich  | Vincent Descombes Sevoie | 520,5  |
| 14.  | Deutschland | Andreas Wellinger        | 520,0  |
| 15.  | Polen       | Dawid Kubacki            | 519,1  |
| 16.  | Schweiz     | Simon Ammann             | 512,5  |
| 17.  | Österreich  | Manuel Poppinger         | 502,6  |
| 18.  | Norwegen    | Daniel-André Tande       | 497,5  |
| 19.  | Deutschland | Stephan Leyhe            | 467,0  |
| 20.  | Tschechien  | Roman Koudelka           | 463,4  |
| 21.  | Polen       | Stefan Hula              | 450,4  |
| 22.  | Tschechien  | Jan Matura               | 414,2  |
| 23.  | Tschechien  | Tomáš Vančura            | 409,2  |
| 24.  | Tschechien  | Lukáš Hlava              | 408,9  |
| 25.  | Österreich  | Manuel Fettner           | 401,4  |
| 26.  | Polen       | Klemens Murańka          | 397,0  |
| 27.  | Kanada      | MacKenzie Boyd-Clowes    | 364,4  |
| 28.  | Deutschland | Andreas Wank             | 355,0  |
| 29.  | Russland    | Denis Kornilow           | 337,1  |
| 30.  | Schweiz     | Gregor Deschwanden       | 319,8  |
| 31.  | Japan       | Kento Sakuyama           | 127,4  |
| 32.  | Russland    | Ilmir Chasetdinow        | 126,1  |
| 33.  | Russland    | Wladislaw Bojarinzew     | 113,6  |
| 34.  | Finnland    | Ville Larinto            | 112,8  |
| 35.  | Finnland    | Harri Olli               | 110,8  |
| 36.  | Kasachstan  | Radik Schaparow          | 109,4  |
| 37.  | USA         | Michael Glasder          | 098,5  |
| 38.  | Finnland    | Lauri Asikainen          | 097,6  |
| 39.  | Italien     | Sebastian Colloredo      | 093,1  |
| 40.  | Südkorea    | Choi Heung-chul          | 082,0  |

Die Springer ab Platz 31 absolvierten nur einen Durchgang.

Nach der Qualifikation ausgeschiedene Springer
| Rang | Land       | Springer              | Punkte |
| ---- | ---------- | --------------------- | ------ |
| 41.  | Kasachstan | Marat Schaparow       | 092,6  |
| 42.  | Polen      | Kamil Stoch           | 090,3  |
| 43.  | Frankreich | Ronan Lamy Chappuis   | 090,2  |
| 44.  | Russland   | Michail Maximotschkin | 084,0  |
| 45.  | Finnland   | Sebastian Klinga      | 076,0  |

#### Vierter Durchgang
Der vierte Durchgang sollte im Anschluss an den dritten Durchgang durchgeführt werden. Das Starterfeld war das gleiche wie das aus dem zweiten und dritten Durchgang. Der Durchgang wurde allerdings wegen zu starken Windes abgesagt. Damit war die Wertung nach dem dritten Durchgang auch das Gesamtergebnis.

### Team
Der Teamwettbewerb wurde am Sonntag, den 17. Januar 2016 in zwei Durchgängen ausgetragen. Der zuvor geplante Probedurchgang musste wegen zu starken Schneefalls abgebrochen werden. Am Wettkampf nahmen acht Nationen teil. Da sich die besten acht Nationen für den zweiten Durchgang qualifizierten, waren automatisch alle startenden Nationen auch im zweiten Durchgang startberechtigt. Weltmeister wurde das Team aus Norwegen um Anders Fannemel, Johann André Forfang, Daniel-André Tande und Kenneth Gangnes. Das Team lag bereits nach dem ersten Durchgang in Führung und hatte am Ende 110,4 Punkte Vorsprung vor dem zweitplatzierten Team aus Deutschland. Dritter wurde das österreichische Team. Den weitesten Flug des Tages hatte der Slowene Peter Prevc mit 238,0 Metern im zweiten Durchgang.
| Rang | Nation                                                                              | Punkte |
| ---- | ----------------------------------------------------------------------------------- | ------ |
| 1.   | NorwegenAnders Fannemel Johann André Forfang Daniel-André Tande Kenneth Gangnes     | 1467,7 |
| 2.   | DeutschlandAndreas Wellinger Stephan Leyhe Richard Freitag Severin Freund           | 1357,3 |
| 3.   | ÖsterreichStefan Kraft Manuel Poppinger Manuel Fettner Michael Hayböck              | 1310,4 |
| 4.   | SlowenienRobert Kranjec Jurij Tepeš Anže Lanišek Peter Prevc                        | 1272,7 |
| 5.   | PolenKamil Stoch Klemens Murańka Dawid Kubacki Stefan Hula                          | 1211,9 |
| 6.   | TschechienTomáš Vančura Jan Matura Lukáš Hlava Roman Koudelka                       | 1018,4 |
| 7.   | FinnlandHarri Olli Sebastian Klinga Lauri Asikainen Ville Larinto                   | 0721,6 |
| 8.   | RusslandWladislaw Bojarinzew Michail Maximotschkin Ilmir Chasetdinow Denis Kornilow | 0707,5 |

## Medaillenspiegel
| Platz  | Land        | Gold | Silber | Bronze | Gesamt |
| ------ | ----------- | ---- | ------ | ------ | ------ |
| 1.     | Norwegen    | 1    | 1      | 0      | 2      |
| 2.     | Slowenien   | 1    | 0      | 0      | 1      |
| 3.     | Deutschland | 0    | 1      | 0      | 1      |
| 4.     | Österreich  | 0    | 0      | 2      | 2      |
| Gesamt | Gesamt      | 2    | 2      | 2      | 6      |